# Anna Maestri
Anna Maestri (Mantova, 7 gennaio 1924 – Trento, 4 marzo 1988) è stata un'attrice italiana.

## Biografia
Studiò all'Accademia nazionale d'arte drammatica di Roma diretta da Silvio D'Amico, dove poté avere come primi insegnanti attori del valore di Tommaso Salvini e Wanda Capodaglio, fino al 1941, quando si trasferì a Trento con il padre Antonio (anch'egli attore) e i fratelli Cesare e Giancarlo.
Esordì sul palcoscenico nel 1945, alla fine della Seconda guerra mondiale, con Sogno di una notte di mezza estate di William Shakespeare e Spirito allegro di Noël Coward al fianco di Rina Morelli e Paolo Stoppa.
Molto attiva anche al cinema, interpretò numerosi film di genere brillante, soprattutto al fianco di Totò, Gino Cervi e Valentina Cortese. La sua partecipazione più significativa è stata nel film Riso amaro del 1949. Nel 1963 le venne conferito il premio San Genesio come migliore interpretazione femminile in Otto donne di Robert Thomas.
Da ricordare, infine, le sue apparizioni in trasmissioni televisive RAI, fra cui quelle nello spettacolo musicale Biblioteca di Studio Uno diretto da Antonello Falqui (1964), nello sceneggiato Buio nella valle di Giuseppe Fina (1984) e nella famosa miniserie televisiva Che fare? di Gianni Serra (1977). Aveva fatto parte anche del secondo sceneggiato trasmesso dalla televisione italiana nel 1955, Piccole donne, con la regia di Anton Giulio Majano.
Frequenti, a partire dal dopoguerra, furono anche le sue partecipazioni a programmi radiofonici RAI sia nel varietà che nelle commedie e radiodrammi.
Morì a 64 anni a causa di un'insufficienza renale, dopo un lungo ricovero all'ospedale Santa Chiara di Trento.

## Filmografia parziale
- Teresa Venerdì, regia di Vittorio De Sica (1941)
- Stasera niente di nuovo, regia Mario Mattoli (1942)
- Arrivederci, papà!, regia Camillo Mastrocinque (1948)
- Riso amaro, regia Giuseppe De Santis (1949)
- La roccia incantata, regia Giulio Morelli (1949)
- Totò cerca moglie, regia Carlo Ludovico Bragaglia (1950)
- Donne senza nome, regia Géza von Radványi (1950)
- Accidenti alle tasse!!, regia Mario Mattoli (1951)
- Il padrone del vapore, regia Mario Mattoli (1951)
- Incantesimo tragico (Oliva), regia di Mario Sequi (1951)
- Vendetta... sarda, regia Mario Mattoli (1952)
- Perdonami!, regia di Mario Costa (1953)
- Roma '38, regia di Sergio Capogna (1954) da un racconto di Vasco Pratolini
- Totò, Eva e il pennello proibito, regia Steno (1959)
- Lui, lei e il nonno, regia Anton Giulio Majano (1959)
- Torna a settembre (Come September), regia Robert Mulligan (1961)
- Marco Polo, regia Piero Pierotti e Hugo Fregonese (1962)
- Gli eroi di ieri... oggi... domani, regia di Enzo Dell'Aquila, Fernando Di Leo, Sergio Tau, Frans Weisz (1963)
- Follie d'estate, regia Edoardo Anton, Carlo Infascelli (1964)
- Europa: operazione streep-tease, regia di Renzo Russo (1964)
- Viaggio di nozze all'italiana, regia Mario Amendola (1965)
- Non cantare, spara, regia Daniele D'Anza (1968)
- W le donne, regia Aldo Grimaldi (1970)
- Armiamoci e partite!, regia Nando Cicero (1971)
- Tre nel Mille, regia Franco Indovina (1971)
- Il tuo piacere è il mio, regia Claudio Racca (1972)
- Abbasso tutti, viva noi, regia Gino Mangini (1974)
- Le due orfanelle, regia Leopoldo Savona (1976)
- Che fare?, regia Gianni Serra – miniserie TV (1979)
- Occhei, occhei, regia Claudia Florio (1984)
- Buio nella valle, regia di Giuseppe Fina – miniserie TV (1984)

## Teatro

### Prosa teatrale
- Assassinio nella cattedrale, di T. S. Eliot, regia di Mario Ferrero. Chiostro di San Bernardino di Verona, 19 agosto 1955.
- Il mercante di Venezia, di William Shakespeare, regia di Mario Ferrero. Teatro Romano di Verona, 22 agosto 1955.
- Otto donne, di Robert Thomas, regia di Mario Ferrero. Teatro Municipale di Reggio Emilia, 9 ottobre 1962.
- Le baruffe chiozzotte, di Carlo Goldoni, regia di Giorgio Strehler. Prima al Teatro Lirico di Milano, 29 novembre 1964.
- Nella giungla delle città, di Bertolt Brecht, regia di Antonio Calenda. Teatro Valle di Roma, 20 febbraio 1968.

## Prosa radiofonica Rai
- Questo piiccolo mondo, commedia di Noël Coward, regia di Umberto Benedetto, trasmessa il 8 dicembre 1949.
- La colonnella, di Piero Mazzolotti, regia di Alberto Casella, trasmessa il 13 maggio 1950.
- Angeli e colori di Carlo Linati, regia di Pietro Masserano Taricco, trasmessa il 18 maggio 1950.
- La gelosa, commedia di André Bisson, regia di Guglielmo Morandi, trasmessa il 19 giugno 1950.

## Prosa televisiva Rai
- Il ventaglio, di Carlo Goldoni, regia teatrale di Carlo Lodovici, trasmesso il 12 febbraio 1954.
- Il mercante di Venezia, di William Shakespeare, regia di Mario Ferrero, trasmessa il 29 luglio 1955.
- Quel signore che venne a pranzo, di George S. Kaufman e Moss Hart, regia di Alessandro Brissoni, trasmessa il 22 dicembre 1961.
- Più rosa che giallo, regia di Alberto Bonucci, trasmessa dal 12 giugno al 24 luglio 1962.
- Il segreto di Luca, regia di Ottavio Spadaro, trasmessa il 11 maggio 1969.

Inoltre Anna Maestri ha partecipato, insieme a Enzo Rinaldi e Silvio Spaccesi a una serie di sketch della rubrica pubblicitaria televisiva Carosello pubblicizzando i filetti di sogliola Findus della Sages.